# Paterson True Blues
Paterson True Blues is een voormalige Amerikaanse voetbalclub uit Paterson, New Jersey. De club werd opgericht in 1897 en opgeheven in 1915. De club speelde elf seizoenen in de National Association Football League. Hierin werden twee kampioenschappen behaald.

## Erelijst
- National Association Football League
  - Winnaar (2): 1898, 1899
  - Runner up (1): 1913
- American Cup
  - Winnaar (3): 1896, 1909, 1913
  - Runner up (4): 1894, 1897, 1906, 1908